# Colgate International of Australia 1977
Colgate International of Australia 1977 — жіночий тенісний турнір, що проходив на відкритих трав'яних кортах стадіону Вайт Сіті в Сіднеї (Австралія). Належав до турнірів категорії AAA в рамках Colgate Series 1978. Турнір відбувся вдруге і тривав з 14 листопада до 20 листопада 1977 року. Восьма сіяна Івонн Гулагонг Коулі, після річної перерви в турнірах, пов'язаної з народженням дитини, здобула титул в одиночному розряді й отримала за це 22 тис. доларів США і 160 рейтингових очок.

## Фінальна частина

### Одиночний розряд
Івонн Гулагонг Коулі —  Керрі Рід 6–1, 6–3
- Для Гулагонг Коулі це був 1-й титул за рік і 67-й — за кар'єру.

### Парний розряд
Івонн Гулагонг Коулі /  Бетті Стов —  Керрі Рід /  Грір Стівенс поділили

## Розподіл призових грошей
| Дисципліна       | П       | F       | ПФ     | ЧФ     | 1/8    | 1/16 |
| Одиночний розряд | $22,000 | $11,000 | $5,500 | $2,650 | $1,300 | $700 |

## Нотатки
1. ↑  Турніри з призовими для жінок принаймні 100 тис. доларів.[1]
2. ↑  Гулагонг Коулі та Стов вели з рахунком 6–2, 1–3, коли матч скасували через дощ. Обидві пари отримали по 4,5 тис. доларів.